# ميخائيل راب
ميخائيل راب (بالإنجليزية: Michael Raab) هو سباح أمريكي، ولد في 28 ديسمبر 1982 في واشنطن العاصمة في الولايات المتحدة.

## وصلات خارجية
- ميخائيل راب على موقع الاتحاد الدولي للسباحة (الإنجليزية)
- ميخائيل راب على موقع SwimRankings.net (الإنجليزية)